# Montera de hierro

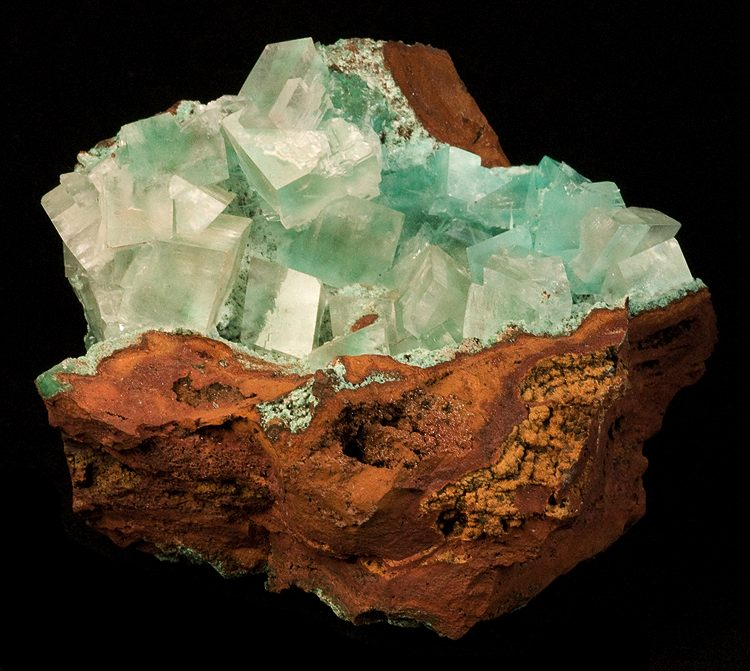
Fragmento de gossan con cristales de calcita.

Las monteras de hierro o gossan son rocas formadas por la oxidación de sulfuros de hierro que pueden formar depósitos minerales. La formación de las monteras de hierro depende de factores como el clima, la composición inicial de los sulfuros, el nivel freático o el relieve. Su presencia puede aportar información sobre yacimientos minerales que puedan estar presentes en profundidad, o bien constituir yacimientos por sí mismas. Pueden ser fuentes de oro, plata y estaño.